# Ţabarsā
Ţabarsā (persiska: طبرسا, Tabar Sarā) är en ort i Iran.   Den ligger i provinsen Gilan, i den nordvästra delen av landet, 270 km nordväst om huvudstaden Teheran. Ţabarsā ligger 99 meter över havet och antalet invånare är 160.
Terrängen runt Ţabarsā är varierad.Runt Ţabarsā är det ganska tätbefolkat, med 134 invånare per kvadratkilometer. Närmaste större samhälle är Māsāl, 3,7 km nordost om Ţabarsā. I omgivningarna runt Ţabarsā växer i huvudsak blandskog.